# Сухой лиман
Сухо́й лима́н (укр. Сухий лиман) — лиман на побережье Чёрного моря в Одесской области Украины вблизи Одессы.
Сухой лиман в настоящее время соединяется с морем судоходным каналом глубиной 14 метров, а его низовье фактически представляет собой морской залив. Верхняя часть более мелководна (до 1,5 м), северная и западная части отделены дамбой и превращены в пресноводные пруды. В лиман впадает река Дальник (на севере) и Аккаржанка (на юго-западе).
На правом берегу лимана располагается морской торговый порт Черноморск, на левом берегу расположены Черноморский рыбный порт и паромная переправа Черноморского морского торгового порта.

## История
В начале XX века от моря лиман отделяла песчаная коса шириной 47—170 м и длиной 1,25 км. Во время сильных штормов в пересыпи образовывались прорвы, что способствовало водообмену и обеспечивало зарыбление водоема. В 1935 году в пересыпи Сухого лимана впервые был оборудован кустарный обловно-запускной канал.

## Галерея

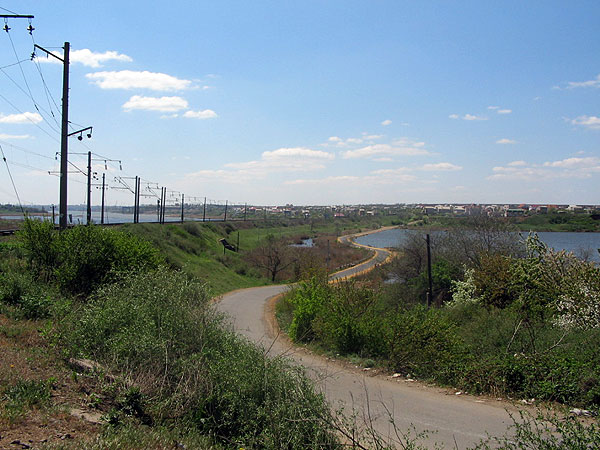
Переезд через лиман
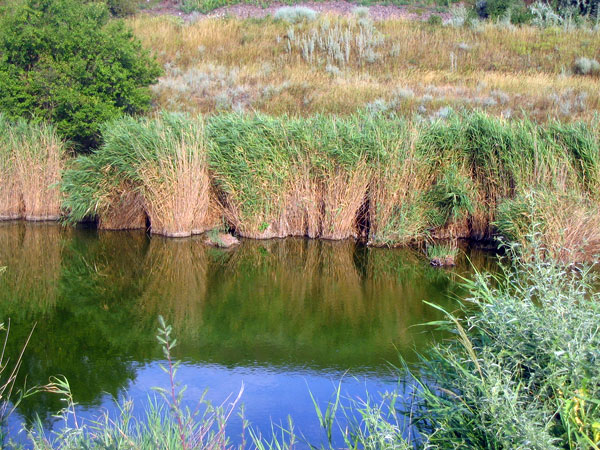
Возле берега
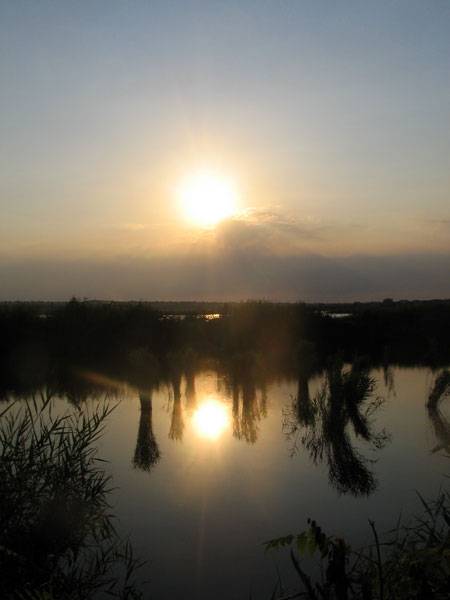
Закат на лимане

## Интересные факты
- Последняя, предсмертная автобиографическая повесть уроженца Одессы Валентина Катаева называлась «Сухой лиман» (1986).